# Rue Halévy
La rue Halévy est une rue du 9e arrondissement de Paris, dont le nom rappelle le musicien Fromental Halévy.

## Origine du nom
Elle porte le nom du compositeur français Fromental Halévy (1799-1862) en raison du voisinage du théâtre national de l'Opéra,.

## Historique
Construite en 1858 sur une grande partie de l'ancien hôtel d'Osmond, anciennement des Tillières, elle fut prolongée jusqu'au boulevard Haussmann, en 1862, et dénommée « rue Halévy », par décret du 2 mars 1864.
Décret du 14 novembre 1858
« Napoléon, etc.,
sur le rapport de notre ministre secrétaire d’État au département de l'Intérieur,
vu la délibération du Conseil municipal de Paris, en date du 16 juillet 1858 ;
le plan d'alignement ;
les pièces de l'enquête ;
l'avis du préfet et les autres pièces de l'affaire ;
les lois des 16 septembre 1807 et 3 mai 1841 ;
l'ordonnance réglementaire du 23 août l835 et le décret du 28 mars 1852 ;
notre Conseil d’État entendu, avons décrété et décrétons ce qui suit :
- Article 1 : sont déclarés d'utilité publique dans la ville de Paris :
  - 1° l'ouverture d'une rue de 22 mètres de largeur, dite rue de Rouen, devant communiquer du boulevard des Capucines à la rue du Havre ;
  - 2° l'ouverture d'une rue d'embranchement (la rue Halévy) de 20 mètres de largeur, devant communiquer du dit boulevard à la rue de la Chaussée-d'Antin ;
  - 3° la formation d'une place quadrangulaire au point de départ commun des deux voies nouvelles, et d'un carrefour à l'extrémité de chacune ;
  - 4° le prolongement des rues Boudreau et Godot-de-Mauroy jusqu'à la dite rue de Rouen.
Le tout suivant les alignements indiqués par des lignes bleues pleines sur un plan ci-annexé.
En conséquence, le préfet de la Seine, agissant au nom de la ville de Paris, est autorisé à acquérir, soit à l'amiable, soit, s'il y a lieu, conformément à la loi du 3 mai 1841 et au décret du 26 mars 1852, les immeubles ou portions d'immeubles dont l'occupation est nécessaire.

- Article 2 : la suppression de la rue Basse-du-Rempart entre les rues de la Chaussée-d'Antin et Caumartin est approuvée.
Cette suppression aura lieu par voie d'avancement des maisons riveraines à l'alignement du boulevard des Capucines, suivant le tracé bleu du même plan.
Sont réservés les droits des propriétaires à raison des accès qu'ils ont actuellement sur la rue Basse-du-Rempart.
- Article 3 : notre ministre secrétaire d’État au département de l'Intérieur est chargé de l'exécution du présent décret.

Fait au palais de Compiègne, le 14 novembre 1858. »
Décret du 2 mars 1864
« Napoléon, etc.,
sur le rapport de notre ministre secrétaire d’État au département de l'Intérieur ;
vu la délibération du Conseil municipal de Paris, en date du 20 mars 1863 ;
vu l'ordonnance du 10 juillet 1816 ;
avons décrété et décrétons ce qui suit :
- Article 16 : les voies ouvertes aux abords de l'Opéra, suivant les plans approuvés par nos décrets du 14 novembre 1858 et du 16 juillet 1862, prendront les dénominations suivantes :
  - la première, partant du boulevard des Capucines et aboutissant à la rue de la Chaussée-d'Antin, celle de rue Halévy ;
  - la deuxième, ouverte entre le boulevard des Capucines et la rue de la Ferme-des-Mathurins, celle de rue Auber ;
  - la troisième, prolongeant la rue de Mogador, de la rue Neuve-des-Mathurins au boulevard des Capucines, celle de rue Scribe. »

Sous l'Occupation, cette rue fait partie de celles que le capitaine Paul Sézille, directeur de l'Institut d'étude des questions juives, voulait marquer d'une étoile jaune, en raison de l'origine juive du personnage. Ce projet n'aboutira pas.